# Koning Overwinnaarplein
Het Koning Overwinnaarplein (Frans: Place du Roi Vainqueur) in Etterbeek is een ovaal plein dat de Elf Novemberlaan, de Frontlaan, de Edouard de Thibaultlaan, Hansen-Soulielaan, Bruylantsstraat en Tervatestraat verbindt.
Het plein werd op 23 februari 1936 ingehuldigd ter ere van Koning Albert I. Deze datum was de tweede verjaardag van het overlijden van Koning Albert I.
Het plein werd ontworpen door de winnaar van een architectuur wedstrijd van de gemeente Etterbeek. De architect Paul Ponso won de wedstrijd voor het ontwerpen van de gebouwen rondom het plein. De symmetrische gebouwen in gele baksteen werden uiteindelijk in 1950 afgewerkt.

## Louis Schmidt Monument
Op het plein werd in 1947 een monument ingehuldigd ter ere van oud-burgemeester Louis Schmidt. Hij werd in 1942 opgepakt voor weerstand tegen de Duitsers en stierf in 1944 in gevangenschap.